# 1555 en santé et médecine
| Années de la santé et de la médecine : 1552 - 1553 - 1554 - 1555 - 1556 - 1557 - 1558    |
| Décennies de la santé et de la médecine : 1520 - 1530 - 1540 - 1550 - 1560 - 1570 - 1580 |

Cet article présente les faits marquants de l'année 1555 en santé et médecine.

## Événement
- La léproserie d'Avallon, en Bourgogne, fondée en 1194 et dont les bâtiments abritent aujourd'hui le musée de l'Avallonnais, est réunie au collège de la ville[1].

## Publications
- Sous le titre d'Acerca de la materia medicinal, Andrés Laguna publie sa traduction en castillan de la Matière médicale de Dioscoride[2].
- Giovanni Francesco Rota (it) (c.1520-1558), professeur d'anatomie et de chirurgie à Bologne, en service dans l'armée du pape Jules III pendant la guerre de Parme, fait paraître le De bellicorum tormentorum vulnerum natura et curatione, traité sur les blessures de guerre en général, que l'auteur complètera, l'année suivante 1556, par un De Vulneribus sclopetorum consacré aux blessures causées par les arquebuses[3].

## Naissance
- Andreas Libavius (mort en 1616), chimiste et médecin allemand, auteur, en 1597, de l'Alchemia, considérée comme l'un des premiers livres de chimie systématique[4].

## Décès
- 13 janvier : Jacques Dubois, dit Sylvius (né en 1478), professeur de médecine à Paris, lecteur royal de chirurgie d'Henri II[5].
- 6 juillet : Antonio Musa Brasavola (né en 1500), médecin italien[6],[7].
- 17 juillet : Jean Megobacch (né en 1487), médecin allemand, reçu docteur à Padoue, professeur à Marbourg et médecin de Philippe Ier, landgrave de Hesse[8].
- Georgius Agricola (né vers 1494), médecin, alchimiste et minéralogiste allemand, auteur du De mensuris et ponderibus Romanorum et Græcorum et du De re metallica, respectivement imprimés à Bâle en 1550 et 1556[9].
- Gemma Frisius (né en 1508), mathématicien, géographe et médecin des Pays-Bas, professeur de mathématiques, de médecine et d'anatomie à Louvain, où il a eu Mercator pour élève[10].